# Сухарево (Удмуртия)
Су́харево — деревня в Каракулинском районе Удмуртии, входит в состав муниципального образования «Галановское».

## География
Сухарево располагается в юго-восточной части Удмуртии, на правом берегу реки Камы, в 26 км к северо-востоку от районного центра села Каракулино, в 4,5 км к юго-западу от села Галаново, в 7 км к северо-востоку от села Боярка, в 42 км к юго-востоку от города Сарапула и в 94 км от столицы Удмуртии Ижевска.

## История
Впервые упоминается в «Писцовой книге Казанского уезда 1647—1656 г.» как деревня в дворцовой Сарапульской волости Арской дороги Казанского уезда: «Деревня, что был починок Сухарев: крестьянские пашни Оски Соболева один длинник, один поперечник с третью, итого десятина с третью в поле, а в дву по тому ж; в другом месте пашни ж три длинника, полтретья поперечника, итого полосмы десятины в поле, а в дву по тому ж; и обоего девять десятин без полутрети в поле, а в дву по тому ж». После упразднения Арской дороги в 1780 году — в Сарапульском уезде Вятского наместничества (с 1796 года — Вятской губернии).
4 ноября 1926 года был образован Каракулинский район и Сухарево вошла в состав района. Постановлением ВЦИК от 22 октября 1937 года деревня, в составе Каракулинского района, передана из Кировской области в состав Удмуртской АССР.
С 2006 года Сухарево входит в состав муниципального образования «Галановское».

## Население
| 2010 | 2012 |
| ---- | ---- |
| 127  | ↗130 |

## Топографические карты
- Лист карты O-40-133. Масштаб: 1 : 100 000. Состояние местности на 1982 год. Издание 1983 г.

## Известные уроженцы
- Фефилов, Яков Корнилович (1913—1961) — Герой Советского Союза.